# František Hegenbart
František Hegenbart (10. května 1818 Gersdorf, nyní Kerhartice – 20. prosince 1887 Praha) byl violoncellista, pedagog a skladatel.

## Život
Narodil se v Kerharticích (dříve Gersdorf) v rodině učitele Johana Hegenbartha. Po studiu hry na violoncello u Nepomuka Hüttnera na Pražské konzervatoři (1831–37) byl členem orchestrů ve Štýrském Hradci (od roku 1838), v Linci a ve Lvově (od roku 1844). Od roku 1852 byl profesorem hry na violoncello na Mozarteu v Salcburku a koncertním mistrem jeho orchestru, od 1. 5. 1865 do konce života profesorem hry na violoncello na Pražské konzervatoři. Z jeho žáků byl nejproslulejší Hanuš Wihan (1855–1920), pozoruhodnými osobnostmi byli také Mořic Blodek (1847–?), Josef Peer (1850–1894), Josef Karel Kompit (1850–1916), Theobald Kretschmann (1850–1919), Heinrich Grünfeld (1855–1931), Alois Sládek (1858–1912), Robert Tollinger (1859–1911), Alois Musikant (1860–1917), Zigmund Glaser (1862–?), Adolf Pollner (1863–1890), Jan Šebelík (1866–1944), Artur Krása (1868–1929) a další. Hegenbart též příležitostně dirigoval. V koncertní praxi se uplatňoval ponejvíce jako vynikající komorní hráč v různých nástrojových seskupeních mj. s houslistou Antonínem Bennewitzem a Bedřichem Smetanou u klavíru při triových večerech v Konviktu roku 1865, od roku 1873 po několik let s houslisty Antonínem Benewitzem a Františkem Deutschem, s Vojtěchem Hřímalým jako violistou hrál ve smyčcovém kvartetu, s nímž někdy spoluúčinkoval Bedřich Smetana u klavíru a v mnoha příležitostných sestavách. Hegenbart složil violoncellové koncerty s doprovodem klavíru, violoncellové fantazie s doprovodem orchestru a jiné skladby. Tiskem vyšlo Ave Maria pro bas a komorní soubor, op. 1 (Vídeň, C. Haslinger), Vater unser pro smíšený sbor a varhany (Wolfram Hader) a 18 Uibungen für das Violoncell, op. 8 (Praha, Em. Wetzler 1869, 1909).